# Campsicnemus williamsi
Campsicnemus williamsi är en tvåvingeart som beskrevs av Van Duzee 1933. Campsicnemus williamsi ingår i släktet Campsicnemus och familjen styltflugor. Inga underarter finns listade i Catalogue of Life.